# Avrohom Eliyahu Kaplan

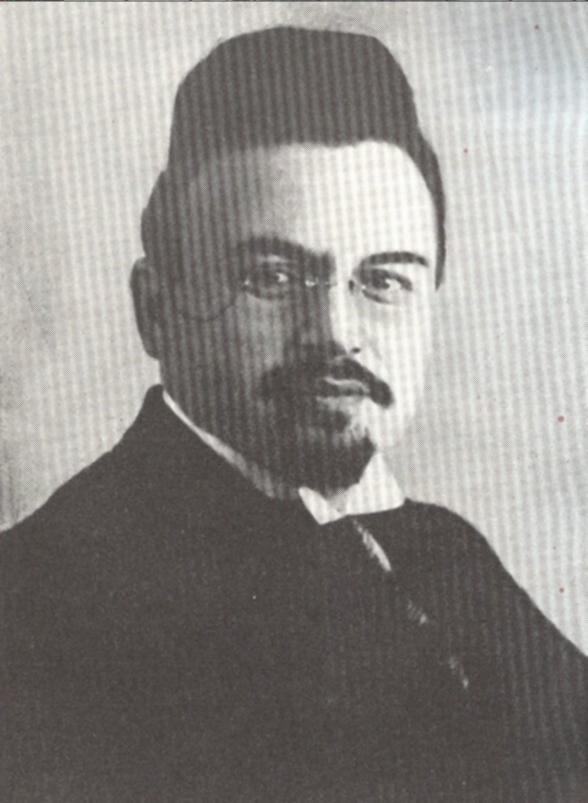
Avrohom Eliyahu Kaplan

Avrohom Eliyahu Kaplan (auch Avraham Eliyahu Kaplan; hebräisch אברהם אליהו קפלן; geboren am 16. November 1889, 12. Cheschwan 5650; gestorben am 19. Mai 1924, 15. Ijar 5684) war der 3. Rektor des Rabbinerseminars zu Berlin und eine führende Persönlichkeit der Mussar-Bewegung.

## Leben
Kaplan wurde in Kėdainiai, Litauen geboren und nach seinem Vater Avrohom Elya genannt, der einige Monate vor der Geburt seines Sohnes im Alter von 33 Jahren plötzlich gestorben war.
Kaplan studierte zunächst an der Telshe Yeshiva. Er schloss sich der Mussar-Bewegung an und ging nach Kelm, um im Beit HaTalmud von Rav Simcha Zissel, dem „Alten von Kelm“ zu studieren.
Nach einem halben Jahr verließ er Kelm und ging an die Yeschivat Slobodka, um bei Rav Nosson Zvi Finkel, dem „Alten von Slobodka“, zu studieren. Er blieb acht Jahre in Slobodka und erhielt seine Semicha von Rav Moshe Mordechai Epstein.
Während des Ersten Weltkriegs kehrte Kaplan nach Telz zurück und wurde gesellschaftlich und politisch aktiv. Er gründete die orthodoxe Jugendorganisation „Zeirei Israel“ für Jungen und parallel dazu die „Agudat Bnot Israel“ für Mädchen. Im Gegensatz zum Großteil der litauischen Orthodoxie positionierte er sich klar prozionistisch und hielt auch einen Hesped (Trauerrede) auf Herzl, der alles andere als strengreligiös war.
1920 wurde Kaplan als Lektor an das Rabbinerseminar zu Berlin eingeladen, und nach dem Tod von David Hoffmann (1921) übernahm er im Jahr 1922 dessen Posten als Rektor des Rabbinerseminars. Er prägte das Rabbinerseminar wesentlich, indem er seine Leidenschaft für die Mussar-Bewegung und seine Eindrücke aus Slobodka ins Rabbinerseminar einbrachte.
In seiner kurzen Zeit in Berlin wurde er trotz seines jungen Alters schnell zu einer der bedeutendsten Tora-Autoritäten in Deutschland und zu einer der ersten Adressen für komplexe halachische Fragen. Darüber hinaus arbeitete er verstärkt mit der Jugend, redigierte den hebräischen Teil des Jeschurun und schrieb Gedichte.
Am 19. Mai 1924 erlitt er beim Toralernen einen Schlaganfall. Er wurde auf dem Adass-Jisroel-Friedhof begraben.

## Publikationen
Seine Schriften, Gedichte und Briefe wurden in B'Ikvot HaYir'a veröffentlicht (Jerusalem 1956/1988/2002).